# وانیلیک اسید
وانیلیک اسید (به انگلیسی: Vanillic acid) با فرمول شیمیایی C۸H۸O۴ یک ترکیب شیمیایی با شناسه پاب‌کم ۸۴۶۸ است. که جرم مولی آن ۱۶۸٫۱۴ g/mol می‌باشد. شکل ظاهری این ترکیب، پودر زرد روشن و سفید است.